# Aeroporto di Aomori
L'aeroporto di Aomori (青森空港?, Aomori Kūkō) (IATA: AOJ, ICAO: RJSA) è un aeroporto giapponese sito all'estrema periferia sud est della città di Aomori, capoluogo della prefettura omonima, nella Regione di Tōhoku. Indicato dalle autorità dell'aviazione civile giapponese come aeroporto di seconda classe, lo scalo si trova a 11,2 km a sud sud ovest della stazione di Aomori.
La struttura è posta all'altitudine di 198 m s.l.m. (605 ft), costituita da un terminal passeggeri, una torre di controllo e da una pista con superficie in conglomerato bituminoso, lunga 3 000 m e larga 60 m (9 843 x 150 ft) con orientamento 06/24, equipaggiata con dispositivi di assistenza all'atterraggio tra i quali un impianto di illuminazione ad alta intensità (HIRL) con segnalazione della zona di touchdown (TDZL) (solo direzione 24), e con indicatore di angolo di approccio PAPI.
L'aeroporto, di proprietà del governo giapponese, è aperto al traffico commerciale.

## Storia
Il primo aeroporto di Aomori fu inaugurato nel 1964 nei dintorni della città di Namioka, dotato di una singola pista di 1 200 x 30 m progettata per l'utilizzo dei biturboelica di linea NAMC YS-11. La sua collocazione fu individuata in una valle circondata da montagne alla quota di 200 m, posizione che si rivelò non sufficientemente oculata ostacolando le operazioni durante il maltempo. La pista venne in seguito allungata a 1 350 m nel 1971, allargata a 45 m nel 1972, e nuovamente estesa a 1 400 m nel 1973. Il terminal venne ristrutturato ed ingrandito inizialmente nel 1974 per poi vedere un nuovo intervento nel 1978.
Tuttavia, a causa della conformazione geografica del sito esistente che non consentiva nuove espansioni, venne avviato un progetto per un nuovo aeroporto sito nella sua attuale sede a sud est del centro di Aomori. La nuova struttura venne inaugurata Nel 1987 caratterizzata da una singola pista delle dimensioni 2 000 x 60 m, equipaggiata con un sistema ILS. La pista venne in seguito allungata a 2 500 m nel 1990. La compagnia aerea All Nippon Airways iniziò a operare voli di linea con destinazione Tokyo dal 1994.
Nel 1995, il terminal venne ristrutturato e certificato per operare con voli internazionali. La compagnia Korean Air iniziò a operare voli di linea con destinazione Aeroporto Internazionale di Seul-Incheon così come, durante lo stesso anno, fece la Siberian Airlines verso l'aeroporto di Chabarovsk-Novyj.
Nel 1998 la Air Nippon iniziò voli di linea con destinazione Aeroporto di Sendai. Tuttavia la compagnia decise di non pianificare l'utilizzo dell'aeroporto per il lungo periodo annullando il servizio di linea dopo un solo anno. Nell'aprile 2003 la All Nippon Airways decise di sospendere le operazioni ad Aomori le cui rotte vennero rilevate dalla Skymark Airlines, che a sua volta cessò ogni operazione dal novembre dello stesso anno. La Siberian Airlines sospese i suoi voli verso Aomori nel 2004.
La pista venne estesa alla lunghezza di 3 000 m nel 2005, Con le apparecchiature di assistenza ILS portate allo standard Cat-3a per condizioni di nebbia nel 2007.
La linea ad alta velocità Tōhoku Shinkansen fu prolungata ad Aomori nel 2010 creando una soluzione di trasporto ad alta competitività sulla tratta Aomori-Tokyo.
La Prefettura di Aomori considerò la possibilità di privatizzare l'aeroporto fin dal 2012.

### Incidenti
- 26 aprile 2010. Due caccia F-16 Fighting Falcon della United States Air Force  in volo di addestramento dalla Misawa Air Base effettuarono un atterraggio di emergenza sull'aeroporto a causa del malfunzionamento del motore.[7] Un episodio simile si verificò nuovamente due anni più tardi, quando il 15 aprile 2015, altri due F-16 provenienti da Misawa  furono costretti a un atterraggio di emergenza a causa di una perdita d'olio motore su uno dei velivoli. Come conseguenza il governatore di Aomori Shingo Mimura chiese alle autorità militari statunitensi di prendere dei provvedimenti per prevenire nuovi simili inconvenienti.[8]

## Statistiche
Questo grafico non è disponibile a causa di un problema tecnico.
Si prega di non rimuoverlo.
Vedi la query Wikidata di origine.